# Псевдопростое число Фробениуса
В теории чисел псевдопростым числом Фробениуса называется псевдопростое число, прошедшее трехшаговый тест принадлежности к вероятно простым числам, разработанный Джоном Грантамом (Jon Grantham) в 1996 году.
Псевдопростые числа Фробениуса определяются по отношению к заданному многочлену. Для отдельных типов многочленов псевдопростые Фробениуса связаны с другими типами псевдопростых чисел.

## Пример
Псевдопростые числа Фробениуса относительно полинома {\displaystyle x^{2}-x-1} образуют последовательность:
4181, 5777, 6721, 10877, 13201, 15251, 34561, 51841, 64079, … (последовательность A212424 в OEIS).

## Свойства
Хотя единичный проход теста Фробениуса медленнее единичного прохода большинства других тестов псевдопростоты, он имеет меньшую наихудшую вероятность ошибки {\displaystyle {\tfrac {1}{7710}}},, которую можно получить только семью проходами теста простоты Миллера-Рабина.

## Сильные псевдопростые  Фробениуса
Псевдопростое число называется сильным псевдопростым  Фробениуса, если оно удовлетворяет дополнительным ограничениям.

## Внешние ссылки
- Symmetric Pseudoprimes, MathPages.